# Essau Kanyenda
Essau Boxer Kanyenda (Dedza, 27 settembre 1982) è un ex calciatore malawiano, di ruolo attaccante.

## Carriera

### Club
Durante la sua carriera ha giocato con varie squadre di club, tra cui anche la Lokomotiv Mosca.

### Nazionale
Conta numerose presenze con la Nazionale malawiana, con cui ha anche partecipato alla Coppa d'Africa del 2010.